# Grup Blanquerna
Grup Blanquerna és un espai de reflexió i debat plural i transversal, des d'una òptica sobiranista i progressista, fundat a Mallorca el 1985 per Climent Garau Arbona (president), Josep Maria Magrinyà, Francesca Bosch i Capó, Damià Pons, Pere Llabrés i Martorell i Joan Vidal, i que prengué com a objectius fundacionals: 
- Reflexionar sobre els fets històrics que han configurat el poble català.
- Valorar i apreciar les arrels cristianes que formen part de la identitat catalana.
- Investigar i promoure nous valors d'acord amb una visió progressista de la societat.
- Defensar i promoure la nació, llengua i cultura catalanes.

Durant la segona meitat dels anys vuitanta i tota la dècada dels noranta les seves activitats i, en especial, el seu tradicional seminari de tardor, foren els principals espais de trobada, reflexió i formació per a diverses generacions de joves illencs propers als valors del nacionalisme, l'independentisme, l'esquerra i l'ecologisme. Nombroses iniciatives de la societat civil mallorquina, com els Joves de Mallorca per la Llengua o el moviment estudiantil (tant el Bloc Nacionalista d'Estudiants -Bloc-, als vuitanta, com el Bloc d'Estudiants Independentistes -BEI-, als anys noranta) sorgiren fruit del treball i les sinergies que va generar. Un nombre important de joves de Principat de Catalunya i el País Valencià, a més, participaren habitualment a les trobades i seminaris impulsats pel Grup Blanquerna. Uns aplecs que conjugaven la lluita i la festa, allò formatiu i allò lúdic, d'una forma molt habitual.
El 2005, coincidint amb el vintè aniversari, reprengué una nova època amb un equip de gent jove estretament vinculat als moviments socials i a l'esquerra nacionalista i entre els quals destacaven Miquel Àngel Maria, Fernanda Ramon, Catalina Mas, Pere Bueno, Rafel Juan, Antoni Llompart, Maria del Mar Vives, Caterina Canyelles, Tomeu Martí, Macià Calafat i Antoni Trobat.
L'octubre de 2006, Cala Millor va acollir el XX Seminari de Formació que, sota el títol "Ètica, identitats i democràcia. Propostes per al segle XXI", va gaudir de la presència de ponents com Alec Reid, Uxue Barkos, Mariano Ferrer, Mònica Sabata, Macià Blàzquez, Josep Manel Busqueta, Antoni Marimon, Agustí Colomines, Tomeu Martí, Antoni Strubell, Arcadi Oliveres o Rita Marzoa. El 2007 a Platja de Muro, el seminari prengué per títol "Europa i la Mediterrània. Països Catalans i Mallorca. Els reptes de futur" i comptà amb Michael Keating, Miquel Sellarès, Miquel Àngel Maria, Quim Arrufat, Margalida Capellà, Jordi Perales o Xavier Vence, entre d'altres. Fins al 2011 va celebrar anualment un seminari on participaren els lideratges socials i polítics més destacats de la societat civil dels Països Catalans així com personalitats de l'espai democràtic i progressista europeu i estatal.
L'any 2013, després d'un temps d'inactivitat, es refundà com a think tank sobiranista, amb l'objectiu de promoure la idea que els mallorquins i mallorquines necessiten un estat que treballi pel seu benestar i alhora aportar idees al full de ruta que segueix Catalunya en el seu procés d'independència.

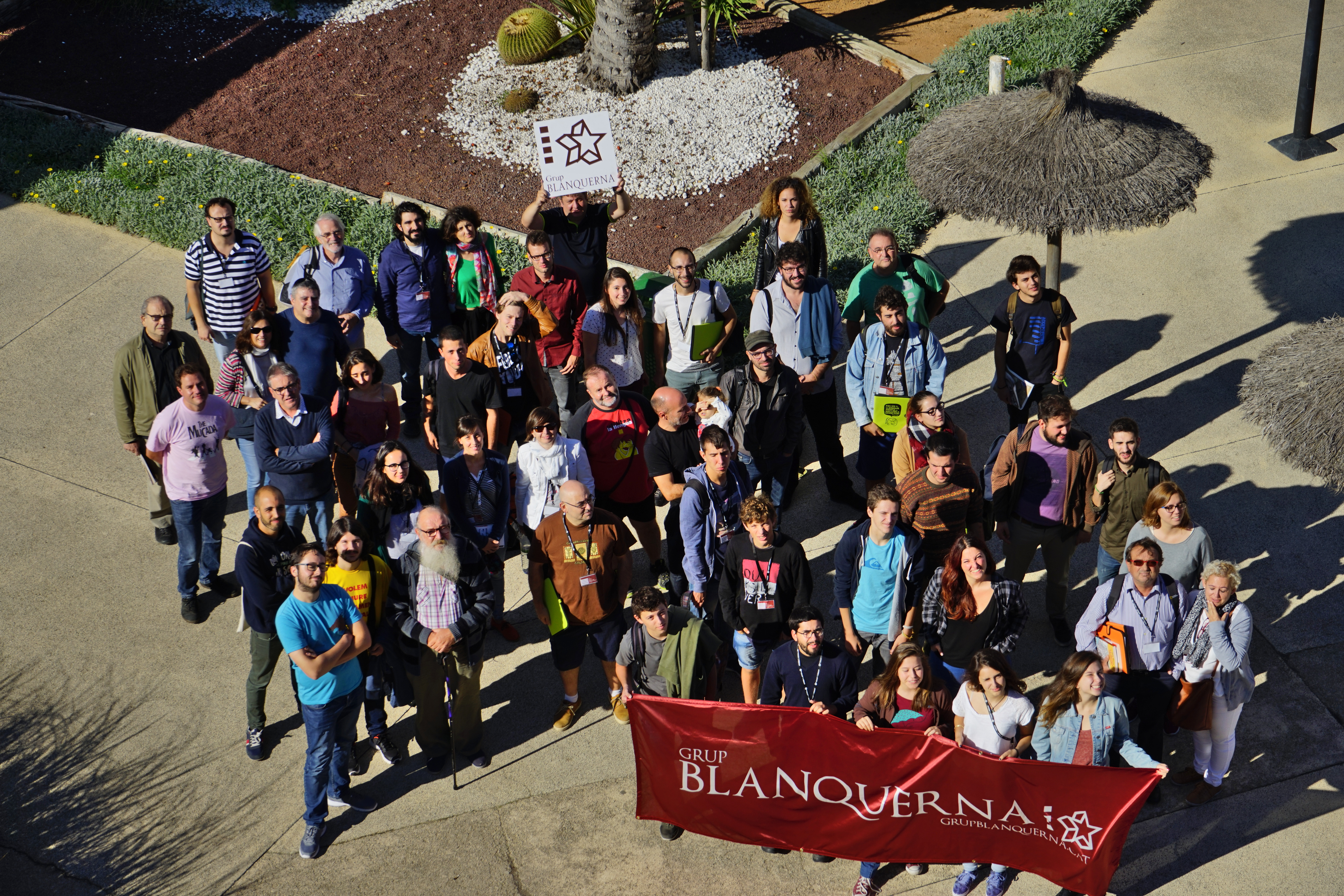
Alguns dels participants en el XXX Seminari Blanquerna.

La XXX edició del Seminari, realitzada l'octubre de 2016, tingué el títol "Mallorca 2016: Polítiques de base" i se centrà en avaluar el primer any del govern d'esquerres, contrastant les experiències de càrrecs institucionals com Andreu Bujosa (batle de Bunyola per EOB), Magdelena Perelló (batlessa de Llubí per MÉS), Magdalena Genovart (regidora per Gent per Sineu) o Pere Cler (regidor pel Bloc per Felanitx) amb activistes i representants de moviments socials com Antoni Janer (de l'OCB de Sineu), Miquel Rosselló (de l'Ateneu de Felanitx), Maria Suau (del GOB), Aina Quintana (del SEPC) o Jero Bonnín (de l'Assemblea de Docents).